# Hookeriopsis leucomioides
Hookeriopsis leucomioides är en bladmossart som beskrevs av Brotherus 1907. Hookeriopsis leucomioides ingår i släktet Hookeriopsis och familjen Hookeriaceae. Inga underarter finns listade i Catalogue of Life.